# Leptoneta miaoshiensis
Leptoneta miaoshiensis är en spindelart som beskrevs av Chen och Zhang 1993. Leptoneta miaoshiensis ingår i släktet Leptoneta och familjen Leptonetidae. Inga underarter finns listade i Catalogue of Life.